# 景阳镇 (大通县)
景阳镇，是中华人民共和国青海省西宁市大通回族土族自治县下辖的一个乡镇级行政单位。

## 行政区划
景阳镇下辖以下地区：
景阳社区、大寺村、小寺村、甘树湾村、后山村、山城村、什家村、寺沟村、苏家堡村、土关村、大寨村、小寨村、哈门村、金冲村、兰冲村、龙泉村、泉头村、上岗冲村、下岗冲村和中岭村。